# Afreageren van agressie

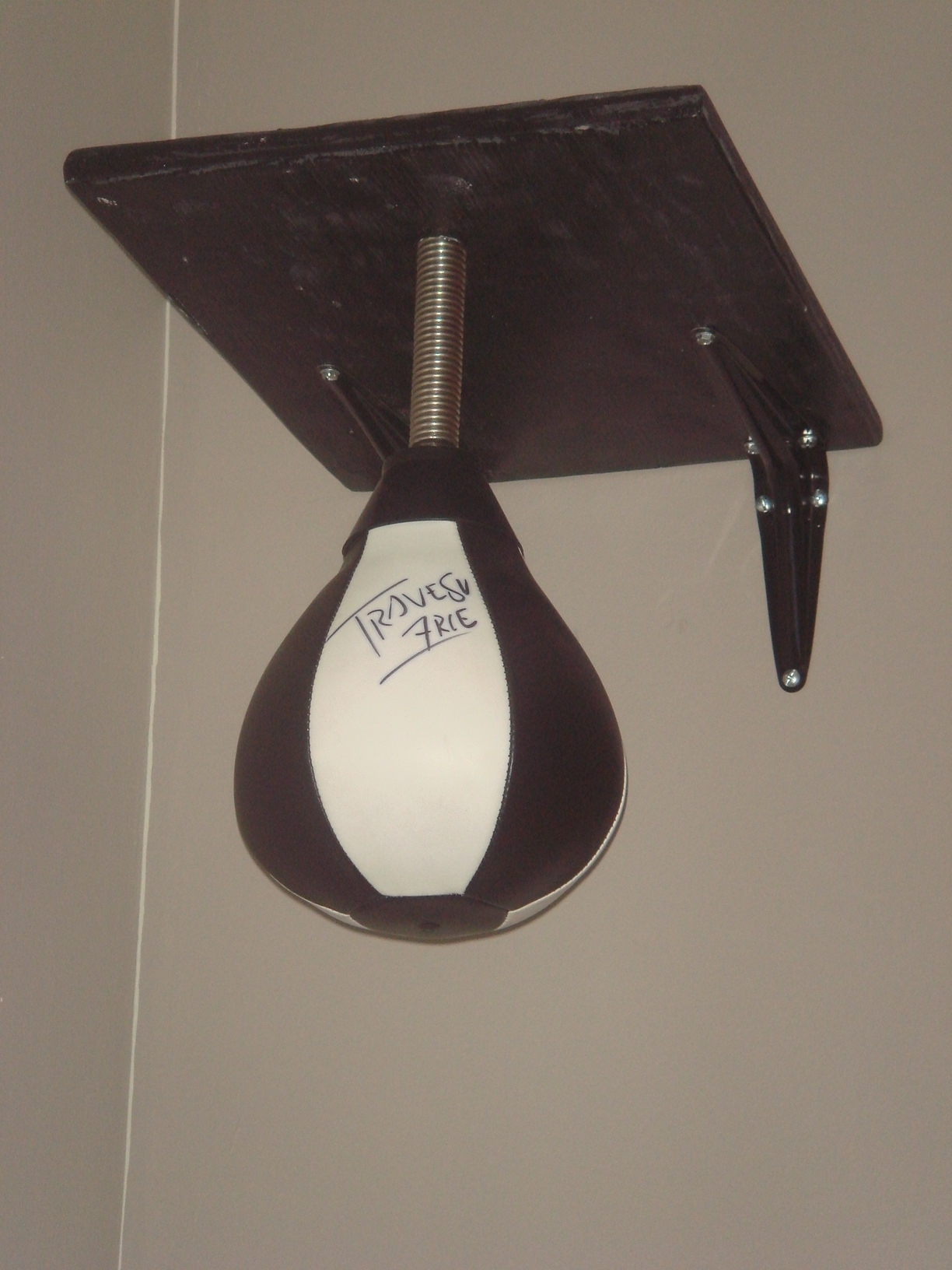
Boksbal

Afreageren van agressie betekent dat mensen pogingen doen om hun kwaadheid kwijt te raken door die te richten op iets anders dan de uitlokkende factor. Het prototype van het afreageren is het slaan op een bokszak als men boos is. Veel mensen vinden het prettig om zich af te reageren en zijn er nadien ook tevreden over. Onderzoek toont echter aan dat het afreageren van agressie niet werkt en soms zelfs een agressieversterkend effect heeft.

## Definities
Drie termen zorgen soms voor verwarring en vergen een omschrijving:
- Kwaadheid: kwaadheid of woede is de affectieve component. Mensen ervaren lichamelijke, emotionele spanning wanneer ze bedreigd worden of belemmerd in hun betrachtingen. Deze spanning beleven ze als een drang om de bron van de bedreiging of belemmering te intimideren of aan te vallen.[2]
- Agressie: agressie is gedrag dat erop gericht is een andere persoon te schaden. Bepaalde vormen van agressie worden geweld genoemd.
- Frustratie: frustratie is een situatie waarin men belemmerd wordt een activiteit verder te zetten of waarin het resultaat negatiever is dan verwacht. Een frustratie kan leiden tot kwaadheid en agressie (dit is de frustratie-agressie hypothese)[3].

In het dagelijks leven worden de termen agressie en kwaadheid dikwijls als synoniemen gebruikt. Men heeft het dan meestal over het afreageren van agressie. Volgens de definitie is het correcter om te spreken over afreageren van kwaadheid, maar de term afreageren van agressie is meer ingeburgerd.

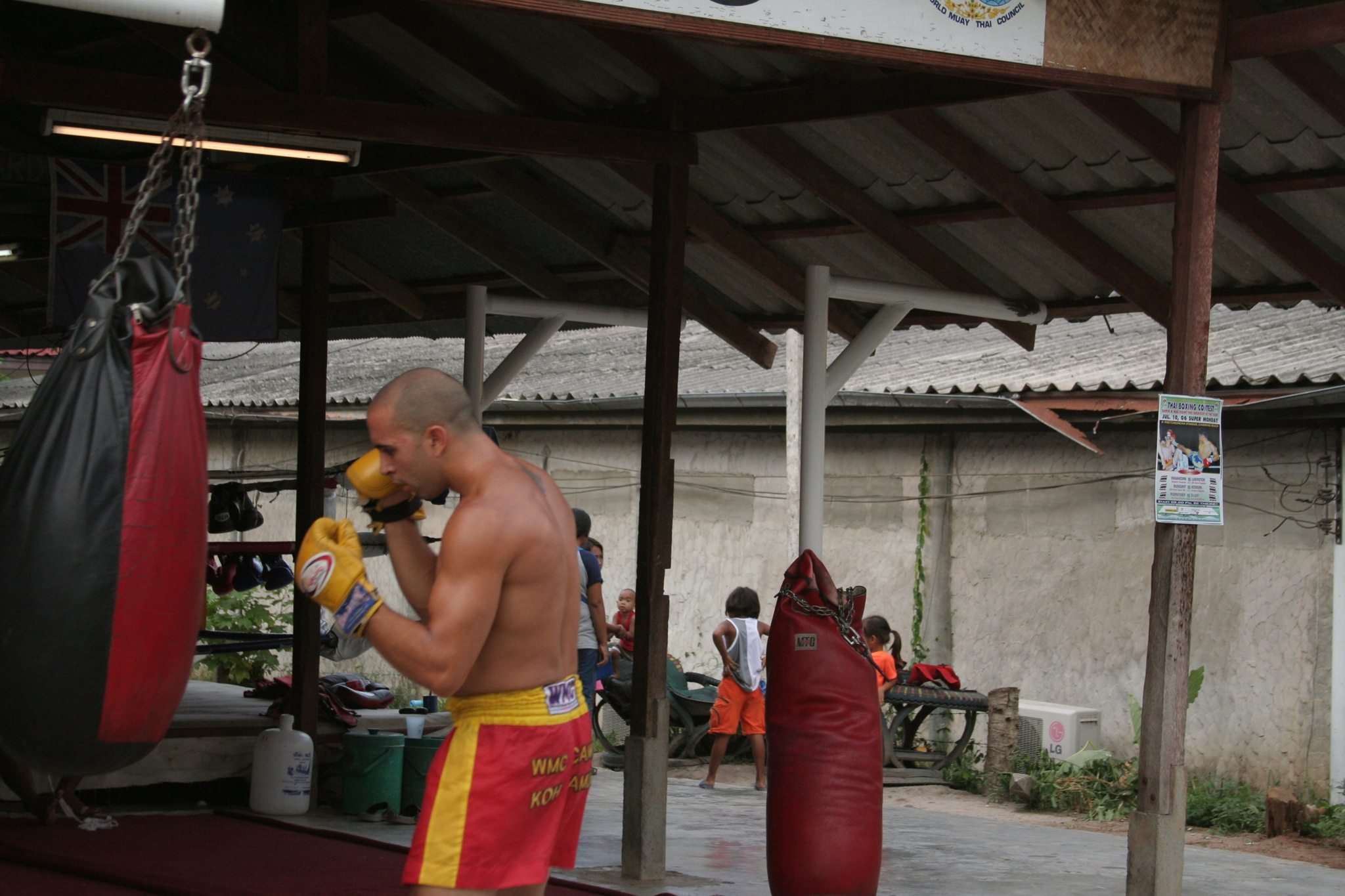
Agressie afreageren via boksen

## Vormen van afreageren
Men kan verschillende vormen van afreageren van kwaadheid of agressie onderscheiden. Om te beginnen kan een onderscheid gemaakt worden tussen fysieke en niet-fysieke manieren van afreageren. De fysieke manieren kunnen nog opgedeeld worden in agressieve en niet-agressieve vormen van fysiek afreageren. Daarnaast kan er een onderverdeling worden gemaakt naar afreageren op zaken en/of activiteiten en verplaatsing van agressie door buitenproportioneel afreageren op mensen of dieren. 
Tot slot is er soms verwarring met het doen van sport om zelfbeheersing op langere termijn op te bouwen. Dit is geen afreageren van agressie.

### Fysiek afreageren
Fysiek afreageren houdt in dat men extra fysieke inspanning gaat doen om kwaadheid af te reageren.

#### Agressief fysiek afreageren
Het meest bekend en populair zijn de agressieve vormen van fysiek afreageren. Deze hebben gemeenschappelijk dat het gaat om agressief gedrag dat niet rechtstreeks op de aanvankelijke uitlokker van de kwaadheid wordt gericht. Voorbeelden van het agressief fysiek afreageren zijn boksen tegen een boksbal, slaan op een kussen, eventueel met een foto van de uitlokker erop, stukgooien van huisraad, tegen een boom schoppen of luid agressief roepen.

#### Niet-agressief fysiek afreageren
Soms weten mensen van zichzelf dat ze nog meer opgefokt worden van agressief afreageren, maar willen ze toch energie kwijt. Dit doen ze dan door niet-agressieve fysieke inspanning te leveren. Voorbeelden hiervan zijn hard gaan fietsen of lopen, of intensieve fysieke arbeid gaan verrichten.

### Niet-fysiek afreageren
Niet-fysieke manieren van afreageren zijn manieren waarbij de kwaadheid geuit of afgereageerd wordt zonder dat daarbij het accent op lichamelijke inspanning ligt. Het gaat hier dan vooral over het hanteren van woorden of beelden. De bekendste voorbeelden uit deze categorie zijn het spelen van agressieve videospelletjes en het spelen of zingen van agressieve muziek.

### Afreageren op mensen of dieren
Naast het afreageren van agressie door zich uit te leven op zaken of door middel van andere activiteiten, reageren sommige mensen zich af door buitenproportionele agressie te vertonen naar mensen of dieren. Een kleine irritatie wordt dan uitvergroot en aangewend voor een agressieve reactie. Dit wordt verplaatsing van agressie genoemd.

## Waarom trachten mensen kwaadheid af te reageren?
Heel wat mensen trachten kwaadheid af te reageren. De omstandigheden waarin en de redenen waarom ze het (blijven) doen, kunnen verschillen.

### Affectregulatie en geloof in het (catharsis-) effect
Mensen streven naar affectregulatie: het verminderen van negatieve gevoelens en belevingen en het vermeerderen van positieve. Het afreageren is een manier van affectregulatie. Veel mensen geloven dat afreageren van kwaadheid leidt tot minder agressie achteraf. Dit is het geloof in een catharsiseffect: intens de emotie (her)beleven, leidt tot een ontlading waarna de emotie wegebt en het gedrag niet meer negatief beïnvloedt. Een groot deel van de mensen hangt deze opvatting aan, vooral mannen. Dat de overtuiging wijdverspreid is, getuige een school die een boksbal ophangt waarop leerlingen zich kunnen afreageren of uitspraken van een geestelijk verzorger uit de psychiatrie. Dit catharsis-geloof stamt van oude psychoanalytische opvattingen, die vroeger ook door andere wetenschappers werden overgenomen. Konrad Lorenz is hiervan een voorbeeld: "Tegenover mijn opsomming van wat zeker niet mogelijk is, kan ik helaas slechts maatregelen voorstellen waarvan ik het resultaat voor waarschijnlijk houd. Het zekerste resultaat is te verwachten van de katharsis, die door het afreageren van de agressie aan een vervangingsobject wordt bewerkstelligd".

### Beeld van de stoommachine
Samenhangend met het vorige punt, nemen mensen soms het beeld van de stoommachine vrij letterlijk. De mens is als een stoommachine die in bepaalde situaties te sterk onder druk kan komen te staan. Dan moet men er druk aflaten of anders ontploft de machine. Volgens deze opvatting is agressie een energie of spanning die zich opstapelt en die niet verdwijnt, tenzij men er een uitlaatklep voor vindt. Onder meer de reeds geciteerde Konrad Lorenz werkte dit beeld uit als het 'hydraulische model'.

### Plezier en tevredenheid
De meeste mensen die hun agressie kunnen afreageren op een boksbal, beleven er ook plezier aan (72%; mannen meer dan vrouwen). Het kunnen boksen tegen een boksbal doet deugd en achteraf is men er tevreden over.

### Verplaatsing van agressie
De vorige factoren hebben te maken met overtuigingen en ervaringen met het afreageren. Soms heeft het afreageren echter meer te maken met de omstandigheden. Dit is het geval bij verplaatsing van agressie, voor het eerst beschreven in 1939 in een behavioristische visie op agressie. Wanneer mensen door omstandigheden hun kwaadheid niet kunnen of durven uiten tegenover de uitlokker (meestal omdat het een hoger geplaatste persoon betreft), zullen ze deze sneller gaan afreageren op anderen of op vervangobjecten (de hond, ...). Een kleine irritatie of 'trigger' kan dan volstaan om agressie uit te lokken. Dit fenomeen is ook gekend bij dieren.

### Uitputting van de zelfbeheersing
De 'ego-depletion' theorie is een cognitieve theorie die stelt dat zelfbeheersing uitgeput kan raken. Volgens deze theorie hebben mensen een beperkte capaciteit, een bepaalde hoeveelheid van zelfbeheersing. Als daar al beroep op is gedaan door voorgaande situaties of er is erg veel druk, dan kan hun capaciteit overschreden worden en kunnen ze hun zelfbeheersing verliezen en bijvoorbeeld agressief reageren. Het willen afreageren van agressie kan soms te maken hebben met het uitgeput zijn van de zelfbeheersingscapaciteit. Hierbij is er een verschil tussen mensen: sommigen hebben een grotere zelfbeheersingscapaciteit dan anderen.

## Onderzoeksresultaten
Reeds tientallen jaren gebeurt er wetenschappelijk onderzoek naar de effecten van het afreageren van agressie. De effecten kunnen opgedeeld worden in drie groepen: de effecten op de kwaadheid zelf, de emotie, de effecten op het agressief reageren en ten slotte de tevredenheid. De effecten op de tevredenheid zijn hierboven reeds aangestipt.

### Effecten op de kwaadheid
De emotie kwaadheid heeft verschillende niet altijd onderling samenhangende componenten: de lichamelijke spanning (fysiologische arousal), het subjectieve kwaadheidsgevoel en de vijandige gedachten. Meestal wordt onmiddellijk na het afreageren een toename in de verschillende componenten gevonden. Maar, afhankelijk van het onderzoeksopzet, kunnen ze na een tijdje soms ook dalen. Dit geldt zowel voor agressief fysiek afreageren, als voor niet-agressief fysiek afreageren en niet-fysiek afreageren (door middel van muziek, agressieve video-spelletjes, of het geven van elektroshocks). Wanneer men tijdens het afreageren op een boksbal denkt aan de oorspronkelijke uitlokker van de agressie, zal bijvoorbeeld het kwaadheidsgevoel achteraf groter zijn dan wanneer men niets doet of niet denkt aan de uitlokker.

### Effecten op het agressief reageren
Het belangrijkste doel van het afreageren van kwaadheid is het verminderen van agressieve reacties nadien. Men gaat ervan uit dat afreageren of ontladen leidt tot minder kwaadheid en tot minder agressief gedrag. Over dit effect is onderzoek eenduidig: afreageren van kwaadheid leidt niet tot minder, maar meestal tot meer agressieve reacties. Deze agressieve reacties komen bij kleine irritaties of frustraties.
Onderzoek laat herhaaldelijk zien dat de kwaadheid soms zakt of de lichamelijke spanning soms afneemt, wat mensen als positief ervaren, maar dat precies in deze gevallen de agressieve reacties achteraf nog heftiger zijn. Meer agressieve reacties na afreageren worden gevonden bij zowel agressief fysiek afreageren, als bij niet-agressief fysiek afreageren en niet-fysiek afreageren (door middel van agressieve video-spelletjes of muziek). 
Deze bevindingen werden reeds jaren geleden beschreven in overzichtsstudies. Daarom wordt internationaal ook gesproken over de mythe van het afreageren van agressie. Onderzoekers geven hiervoor verschillende verklaringen, zoals sensorische bekrachtiging, rumineren, experiëntiële vermijding, priming (wanneer men gedrag stelt dat met agressie wordt geassocieerd, zoals de middelvinger opsteken, kan dat ertoe leiden dat degene die dat gedrag stelt zelf sneller vijandige interpretaties gaat maken) en overdracht van opwinding ('excitation transfer') van niet-agressieve spanning naar agressie bij irritatie. De conclusie uit de studies is dat door het afreageren van agressie mensen eigenlijk leren plezier te hebben bij het agressief reageren.